# Johan Sparre (1551–1599)
Johan Sparre, född den 20 oktober 1551 i Örebro, avrättad den 16 maj 1599 i Kalmar blodbad, var en svensk storman. 
Han var son till marsken Lars Siggesson (Sparre) och Britta Turesdotter (Trolle) samt bror till rikskanslern Erik Sparre och furstliga rådet Jöran Sparre. Han var från 1587 gift med 
Margareta Brahe, trots att han under deras förlovning gjort en tysk adelsflicka med barn. Sparres svärfar, riksdrotsen och greven Per Brahe d.ä. blev rasande och hotade med att bryta förlovningen. Brodern Erik, som var gift med en annan dotter till Per Brahe, lyckades dock medla och gifta bort den tyska adelsflickan med Erik Bagge i utbyte mot gods.   
Sparre deltog som ryttmästare 1581 i Pontus De la Gardie fälttåg mot Ryssland och var från 1586 hovjunkare. Han kom i onåd hos Johan III sedan han 1589 förespråkat att den till kung i Polen valde Sigismund ej skulle tillåtas att resa hem till Sverige. Han deltog på Sigismunds bröllop i Krakow 1592 som marskalk åt kungens dotter Anna Vasa. Efter Johan III:s död några månader senare sändes han till Livland, Estland och Finland för att avkräva trohetsed gentemot den nya kungen Sigismund. 
Sparre var Sigismunds ståthållare på Kalmar slott från 1598. Efter att hertig Karl besegrat Sigismund i slaget vid Stångebro fick Sparre i uppdrag att försvara Kalmar i väntan på Sigismunds återkomst. Efter drygt två månaders hungersnöd och belägring stormades slottet av hertig Karls trupper. Sparre greps och halshöggs på borggården utan dom eller rannsakning under Kalmar blodbad (1599). Hans huvud sattes därefter upp på Kalmars stadsport. 
Sparre hade som sätesgård det möderneärvda Bergkvara slott i Småland.